# Ozero Sumovka
Ozero Sumovka (ryska: Озеро Сумовка) är en sjö i Belarus.   Den ligger i voblasten Vitsebsks voblast, i den norra delen av landet, 190 km norr om huvudstaden Minsk. Ozero Sumovka ligger 139 meter över havet. Arean är 0,46 kvadratkilometer. Den sträcker sig 0,5 kilometer i nord-sydlig riktning, och 1,4 kilometer i öst-västlig riktning.
I omgivningarna runt Ozero Sumovka växer i huvudsak blandskog. Runt Ozero Sumovka är det glesbefolkat, med 17 invånare per kvadratkilometer.